# Premi Sant Jordi de Cinematografia
Els Premis Sant Jordi de Cinematografia són uns guardons cinematogràfics històrics d'Espanya.
Van ser instaurats el 1957 a Catalunya per Ràdio Nacional d'Espanya, a través de la seva delegació a Barcelona amb un jurat format per la crítica especialitzada barcelonina amb l'objectiu d'incentivar el cinema català, en un moment en què el règim franquista prohibia les pel·lícules en llengua catalana. Més tard, es van estendre al reconeixement del cinema fet a l'estat espanyol.

## Creació
En 1957, els crítics cinematogràfics de Ràdio Nacional d'Espanya Jordi Torras i Comamala i Esteve Bassols Montserrat, encarregats del programa "Cine Forum", van tenir la idea de concedir uns premis cinematogràfics que reconeguessin la qualitat del cinema espanyol i estranger. L'empresa, a través de la seva delegació a Barcelona, va assumir la idea. Aquest mateix any, el dia 24 d'abril, es van lliurar els primers premis, anomenats oficialment Premios San Jorge de Cinematografía, com així van ser denominats. El premi consistia en una estatueta dissenyada per l'escultor mataroní Lluís Terri.
Durant la Transició, el nom va ser canviat a l'actual de Premis Sant Jordi. La majoria dels guardons són atorgats per un jurat compost per crítics pertanyents als mitjans de comunicació radicats a Barcelona.

## Jurat
El jurat dels premis Sant Jordi pròpiament dits està compost per crítics cinematogràfics dels mitjans de comunicació presents a Barcelona. Entre aquests mitjans es pot citar revistes especialitzades com Fotogramas, Imágenes de Actualidad, Caimán, Mondosonoro, Dirigido por, Cahiers du Cinéma o La Guía del Ocio; diaris generalistes com ABC, El Punt Avui, La Vanguardia, El Mundo, La Razón, Ara, El Periódico de Catalunya o La Mañana; cadenes de televisió com Televisión Española, TV3 o Barcelona Televisió; agencies de notícies, com EFE; i emissores de ràdio como la propia RNE o COM Ràdio.

## Premis vigents
A l'edició de 2016, com a les anteriors, es van lliurar premis en nou categories diferents que es poden classificar en tres grups:

### Premis al cinema espanyol
- Millor pel·lícula espanyola, existent des de la primera edició dels premis, quan el va guanyar la pel·lícula Calle Mayor, dirigida per Juan Antonio Bardem.[9]
- Millor actriu espanyola.
- Millor actor espanyol.
- Millor òpera prima espanyola.

### Premis al cinema estranger
- Millor pel·lícula estrangera, que també es ve lliurant des de 1957.
- Millor actriu en pel·lícula estrangera.
- Millor actor en pel·lícula estrangera.

### Premis especials
- Premi especial a la indústria cinematogràfica.
- Premi especial a la trajectòria professional, creat l'any 2000.[10]

## Premis extraordinaris
En diverses ocasions i de forma no regular es van concedir premis especials del jurat que no es corresponen als vigents. Aquest va ser el cas de la revista Fotogramas amb motiu de complir el seu 60 aniversari, o del dels programes radiofònics La claqueta de Radio Marca i Va de cine de Ràdio 4 a l'edició de 2008 per complir vint-i-cinc anys en antena. En bastantes ocasions, aquests premis van ser denominats «Premi especial del jurat». A l'edició de 2000, Pedro Almodóvar va rebre un d'aquests premis per la repercussió internacional de la seva obra i la seva aportació al fet cinematogràfic.
En l'edició de 2006, per ser la número 50a, es va concedir un premi extraordinari a la millor pel·lícula d'entre les que havien estat guardonades amb un Sant Jordi o Sant Jordi en els últims vint-i-cinc anys. El premi va anar a parar a Sense perdó, dirigida el 1992 per Clint Eastwood.

## Premis desapareguts
En edicions passades es van concedir premis en categories que posteriorment van desaparèixer. És el cas dels premis al millor director, millor guió o millor fotografia, tant en les seves modalitats de cinema espanyol com en les de cinema estranger, que van ser concedits en els primers anys.
Durant els anys 1960 es concedia un denominat «Gran Premio San Jorge» que es decidia entre les dues guanyadores dels premis Sant Jordi a la millor pel·lícula espanyola i a la millor pel·lícula estrangera, però va deixar de lliurar-se en aquesta dècada.
També va haver-hi una època en la qual es concedia un únic premi a la millor interpretació en pel·lícula espanyola i un altre a la interpretació en pel·lícula estrangera sense distinció de sexe, i podia recaure el premi en un actor o una actriu indistintament. En tals ocasions no van ser lliurats premis als millors actors i actrius nacionals i estrangers. Altres premis que van deixar de lliurar-se van ser els que distingien a la millor sala d'exhibició de Barcelona, a la millor sala d'art i assaig, al millor cineclub de Catalunya, al millor curtmetratge o a la millor pel·lícula infantil.

## Roses de Sant Jordi
Paral·lelament als premis Sant Jordi pròpiament dits, i ininterrompudament des de 1994, són concedits també els guardons denominats «Roses de Sant Jordi». El seu destinatari és decidit pels oïdors de Ràdio 4 mitjançant votació, i s'atorguen en les modalitats de millor pel·lícula espanyola i millor pel·lícula estrangera.